# 中村孝 (法曹)

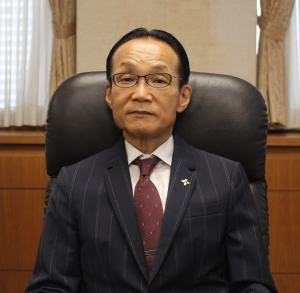

中村 孝（なかむら たかし、1962年7月31日 - ）は、日本の検察官。最高検察庁刑事部長、横浜地方検察庁検事正、仙台高等検察庁検事長、大阪高等検察庁検事長などを務めた。

## 来歴
福岡県久留米市出身。九州大学法学部卒業。1990年 検事任官。東京地方検察庁検事。
2014年1月9日 名古屋地方検察庁刑事部長。2015年4月1日 名古屋地方検察庁特別捜査部長。2016年4月11日 東京地方検察庁刑事部長。2017年7月7日 東京高等検察庁刑事部長。2018年6月25日 那覇地方検察庁検事正。2020年7月22日 名古屋高等検察庁次席検事兼法務総合研究所名古屋支所長。2022年6月24日 最高検察庁刑事部長。2023年7月11日 横浜地方検察庁検事正。2024年2月29日 仙台高等検察庁検事長。同年8月30日 大阪高等検察庁検事長。